# تاکوتو هوندا
تاکوتو هوندا (ژاپنی: 本多 琢人؛ زادهٔ ۲۸ مهٔ ۱۹۹۵) یک بازیکن فوتبال اهل ژاپن است.
از باشگاه‌هایی که در آن بازی کرده‌است می‌توان به باشگاه فوتبال و-واران ناگاساکی اشاره کرد.